# Millet (Alberta)
Pour les articles homonymes, voir Millet.
Millet est une ville (town) du Comté de Wetaskiwin No 10, située dans la province canadienne d'Alberta.

## Démographie
En tant que localité désignée dans le recensement de 2011, Millet a une population de 2 092 habitants dans 836 de ses 869 logements, soit une variation de 1.2% avec la population de 2006. Avec une superficie de 3,744 5 km2, la ville possède une densité de population de 558,686 1 hab/km2 en 2011.
Concernant le recensement de 2006, Millet abritait 2 068 habitants dans 790 de ses 807 logements. Avec une superficie de 3,744 5 km2, la ville possédait une densité de population de 552,3 hab/km2 en 2006.
| 2001  | 2006  | 2011  | 2016  |
| ----- | ----- | ----- | ----- |
| 2 037 | 2 068 | 2 092 | 1 945 |